# Come Closer
«Сome Closer» (с англ. — «Подойди ближе») — первый англоязычный и шестой студийный альбом турецкого певца Таркана, выпущенный в апреле 2006 года на лейбле «Universal» в Европе.

## Об альбоме
К выпуску англоязычного альбома Таркан готовился ещё с 1997 года после успеха альбома «Ölürüm Sana» и знакомства с американским продюсером Ахметом Эртегюном.
Альбом состоит из пятнадцати композиций. Над пластинкой работали: Таркан, Пит Мартин (Pete «Boxta» Martin), Джош Швартц (Josh Schwartz), Брайан Кералф (Brian Kierulf) и другие.

## Список композиций
| №                   | Название                     | Автор(ы)                                                          | Длительность |
| ------------------- | ---------------------------- | ----------------------------------------------------------------- | ------------ |
| 1.                  | «Just Like That»             | Пит Мартин, Таркан                                                | 3:39         |
| 2.                  | «In Your Eyes»               | Пит Мартин, Таркан                                                | 3:36         |
| 3.                  | «Why Don't We (Aman Aman)»   | Брайан Кералф, Джош Швартц, Таркан                                | 3:49         |
| 4.                  | «Mine»                       | Джейми Хартман, Озан Чолаколу, Таркан, Тина Харрис                | 3:19         |
| 5.                  | «Over»                       | Пит Мартин, Таркан                                                | 4:22         |
| 6.                  | «Start The Fire»             | Брайан Кералф, Джош Швартц, Таркан                                | 3:26         |
| 7.                  | «Shhh»                       | Билли Мэнн, Supaflyas, Таркан                                     | 3:34         |
| 8.                  | «Bounce»                     | Деврим Караолу, Элайя Велс, Лайонел Бёрмингем, Пит Мартин, Таркан | 3:45         |
| 9.                  | «Come Closer»                | Дэвид Вэрнер, Деврим Караолу, Таркан                              | 4:18         |
| 10.                 | «Don't Leave Me Alone»       | Брайан Кералф, Джош Швартц, Таркан                                | 4:02         |
| 11.                 | «Shikidim»                   | Брайан Кералф, Джош Швартц, Сезен Аксу, Таркан                    | 3:55         |
| 12.                 | «I'm Gonna Make U Feel Good» | Пит Мартин, Стив Ли, Тина Харрис                                  | 3:54         |
| 13.                 | «Mass Confusion»             | Дэвид Вэрнер, Озан Чолаколу, Таркан                               | 4:09         |
| 14.                 | «Touch»                      | Лестер Мендез, Таркан, Тай Лейси                                  | 4:18         |
| 15.                 | «If Only You Knew»           | Билли Мэнн, Таркан                                                | 3:23         |
| Общая длительность: | Общая длительность:          | Общая длительность:                                               | 57:29        |